# Gelasius II
Gelasius II, född Giovanni Coniulo i Gaeta mellan 1060 och 1064, död 29 januari 1119 i Cluny, var påve från den 24 januari 1118 till sin död, 29 januari 1119.

## Biografi
Giovanni Coniulo föddes i Gaeta där hans släkt tillhörde adeln. I unga år blev han munk i Monte Cassino, där han uppövade stor skicklighet i latin, blev diakon och kansler hos påven Urban II och senare kardinal. På synoden i Rom 1116 stödde han Paschalis II:s mera försonliga politik i investiturstriden mot andra i kyrkan som var mer oförsonliga till att låta kejsarna få rätt till investitur. Han hade också tillhört den minoritet som stått bakom undertecknandet av Privilegium.
Omedelbart sedan han efter Paschalis’ död 1118 valts till påve, tillfångatogs han av Cencius Frangipani för att han utnämnts utan kejsarens tillåtelse, men blev snart frigiven. Vid underrättelsen om Gelasius utnämning ryckte kejsar Henrik V, missnöjd över att valet företagits utan hans medverkan, i ilfart mot Rom. Gelasius hann uppstiga på Heliga stolen innan han flydde till Gaeta, där han prästvigdes och biskopsvigdes. 
Sedan kejsaren förgäves sökt förlika sig med Gelasius i investiturfrågan, uppsatte han Mauritius Burdinus, ärkebiskop av Braga, till motpåve under namnet Gregorius VIII. Sedan Gelasius bannlyst kejsaren, återvände han till Rom sedan kejsaren lämnat staden, men måste snart åter fly, denna gång till Frankrike, där han 1119 höll en synod i Vienne; på vägen stannade han till i Pisa och konsekrerade katedralen där. Från Vienne begav han sig till Cluny, där han 18 januari samma år avled.